# Гроссмюллер, Карлос
Карлос Хавьер Гроссмюллер (исп. Carlos Javier Grossmüller; 4 мая 1983, Монтевидео) — уругвайский футболист, игравший на позиции центрального полузащитника.

## Карьера
Карлос Гроссмюллер начал карьеру в возрасте 5 лет в клубе «Омбу». В 13 лет он перешёл в «Данубио», где позже дебютировал в основном составе. В 2004 году Гроссмюллер, на правах аренды, играл за клуб второго дивизиона, «Феникс». Затем он вернулся в «Данубио», где, в 2007 году выиграл чемпионат страны. В том же сезоне он забил 12 голов в 30 матчах.
После победы в чемпионате, Гроссмюллер перешёл в немецкий клуб «Шальке 04», подписав контракт до 2011 года. В клубе рассчитывали, что он сможет заменить в составе бразильца Линкольна. 18 августа 2007 года он дебютировал в составе команды в матче чемпионата Германии с дортмундской «Боруссией». Первый гол за клуб Карлос забил, поразив ворота «Вердера» ударом со штрафного; этот мяч был признан «Голом месяца» на немецком телевидении. 8 декабря 2007 года уругваец получил красную карточку в игре с «Айнтрахтом», ударив в драке в лицо Михаэля Турка; при этом, в этом матче он не провёл ни одной минуты, выйдя участвовать в потасовке со скамьи запасных. За это футболиста дисквалифицировали на 5 игр и оштрафовали на 10 тыс. евро. В начале следующего сезона главный тренер «Шальке», Феликс Магат, отлучил игрока от тренировок из-за недисциплинированного поведения и открытого желания покинуть клуб. Из-за этого уругваец был выставлен на трансфер и стал выступать за второй состав команды. 31 августа 2009 года, он уехал обратно в «Данубио», где провёл 1 год.
29 июля 2010 года «Шальке» и Гроссмюллер, по обоюдному согласию, разорвали контракт. На следующий день полузащитник подписал договор с итальянским клубом «Лечче». 29 августа Карлос дебютировал в составе команды в матче чемпионата Италии с «Миланом», завершившимся поражение его команды со счётом 0:4.
Зимой 2012 года перешёл в «Пеньяроль».

## Международная карьера
В составе сборной Уругвая Гроссмюллер дебютировал 15 октября 2003 года в игре с Мексикой. Всего он провёл за сборную четыре игры.

## Фамилия
Первоначально Гроссмюллер носил фамилию Гросниле (исп. Grosnile), искажённую версию немецкой фамилии Гроссмюллер (нем. Großmüller). В 2004 году он изменил фамилию на ту, который носил его дедушка, Хельмут Гроссмюллер, являвшийся моряком на корабле Адмирал граф Шпее. В немецкой прессе его фамилию пишут как Großmüller, но более распространены версии Grossmüller и Grossmuller.

## Достижения
- Чемпион Уругвая (1): 2006/07